# Chiến dịch phản gián

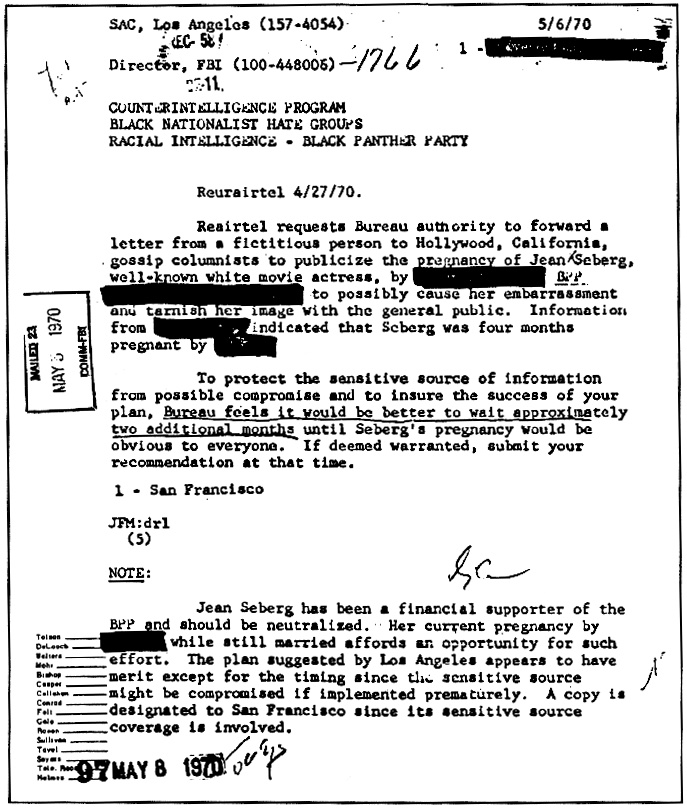
Văn bản COINTELPRO đề xuất một kế hoạch tiết lộ việc Jean Seberg – một nữ diễn viên, đồng thời là nhà tài trợ tài chính của Đảng Black Panther - đang mang thai, với hy vọng "có thể gây ra sự rối loạn hoặc làm mờ hình ảnh của cô với công chúng". Các chiến dịch bí mật để phơi bày công khai những bất đồng và phá hủy mối quan hệ giữa những nhà hoạt động đã trở thành một chiến thuật phổ biến được sử dụng bởi các đặc vụ của COINTELPRO.

Chiến dịch phản gián hay COINTELPRO (viết tắt âm tiết của cụm từ tiếng Anh: Counter Intelligence Program; 1956–1971) là một loạt các dự án bí mật và bất hợp pháp do Cục Điều tra Liên bang Hoa Kỳ (FBI) thực hiện nhằm theo dõi, xâm nhập, phá hoại và làm sụp đổ các tổ chức chính trị tại Hoa Kỳ. Theo hồ sơ của FBI, mục tiêu của COINTELPRO tập trung vào các nhóm và cá nhân mà FBI cho là mang tính chất lật đổ bao gồm các tổ chức nữ quyền, Đảng Cộng sản Hoa Kỳ, những người tổ chức phản đối Chiến tranh Việt Nam, các nhà hoạt động dân quyền và các phong trào quyền da màu (như Martin Luther King, Quốc gia Islam và Đảng Black Panther), các tổ chức bảo vệ môi trường và quyền động vật, phong trào người Mỹ da đỏ (AIM), các nhóm Chicano và người Mỹ gốc Mexico như Brown Berets và United Farm Workers, các phong trào đòi lập lập (bao gồm phong trào độc lập ở Puerto Rico với Young Lords và Đảng Xã hội Puerto Rico), một loạt các tổ chức thuộc phong trào Cánh tả Mới và các nhóm theo chủ nghĩa da trắng thượng đẳng như Ku Klux Klan và Đảng Quyền lực Quốc gia cực hữu.
Năm 1971 tại San Diego, FBI đã tài trợ, trang bị vũ khí và kiểm soát một nhóm cực hữu gồm các cựu thành viên của tổ chức bán quân sự chống cộng sản Minutemen và biến tổ chức này thành Tổ chức Quân đội Bí mật với mục tiêu nhắm vào các nhóm, nhà hoạt động và các nhà lãnh đạo tham gia vào phong trào phản chiến, tiến hành đe dọa lẫn bạo lực.
FBI đã sử dụng các hoạt động bí mật chống lại các nhóm chính trị trong nước từ khi được thành lập; truy nhiên, các hoạt động bí mật dưới tên gọi COINTELPRO chỉ chính thức diễn ra từ năm 1956 đến năm 1971. Nhiều chiến dịch đã được sử dụng thông qua việc làm mất uy tín với chiến tranh tâm lý; bôi nhọ các cá nhân và các nhóm qua những tư liệu giả mạo và đưa tin sai sự thật trên các phương tiện truyền thông; phá hoại; bắt giữ oan; bạo lực bất hợp pháp; và ám sát. Theo một báo cáo của Thượng viện, mục tiêu của FBI là nhằm "bảo vệ an ninh quốc gia, ngăn chặn bạo lực, duy trì trật tư xã hội và chính trị hiện có".
Bắt đầu từ năm 1969, các nhà lãnh đạo của Đảng Black Panther đã bị COINTELPRO nhắm đến và cố gắng "vô hiệu hóa" tổ chức bằng các ám sát, bỏ tù, lăng mạ công khai hoặc bị buộc tội sai. Một số Đảng viên của Đảng Black Panther đã bị nhắm đến bao gồm Fred Hampton, Mark Clark, Zayd Shakur, Geronimo Pratt, Mumia Abu-Jamal và Marshall Conway. Các chiến thuật phổ biến được COINTELPRO sử dụng là khai man, quấy rối nhân chứng, đe dọa nhân chứng và che giấu bằng chứng ngoại phạm của các nạn nhân.
Giám đốc FBI J. Edgar Hoover đã ban hành các chỉ thị quản lý COINTELPRO, ra lệnh cho các đặc vụ FBI "vạch trần, làm gián đoạn, định hướng sai, phá hoại và vô hiệu hóa" các hoạt động của các phong trào này mà đặc biệt là các nhà lãnh đạo. Dưới thời Hoover, người phụ trách COINTELPRO là William C. Sullivan. Bộ trưởng Tư pháp Robert F. Kennedy đã đích thân ủy quyền cho một số chương trình, đưa ra các văn bản chấp thuận cho phép nghe lén có giới hạn điện thoại của  Martin Luther King "trên cơ sở thử nghiệm trong vòng một tháng". Hoover cũng đã mở rộng thời gian để người của ông "không bị trói buộc" trong việc tìm kiếm bằng chứng về bất kỳ lĩnh vực nào của King mà ông xem là đáng để điều tra.

## Lịch sử
Các hoạt động trong chiến dịch phản gián chính thức bắt đầu từ tháng 8 năm 1956 thông qua một chương trình được thiết kế nhằm "gia tăng chủ nghĩa bè phái, gây rối và khiến nhiều người bỏ đi" bên trong Đảng Cộng sản Hoa Kỳ (CPUSA). Các chiến thuật bao gồm các cuộc điện thoại nặc danh, kiểm toán của Cục Thuế Nội bộ (IRS) và tạo ra các tài liệu nhằm chia rẽ nội bộ tổ chức cộng sản Hoa Kỳ. Một bản ghi nhớ vào tháng 10 năm 1956 của Hoover đã phân loại lại hoạt động giám sát liên tục của FBI đối với các nhà lãnh đạo da đen, bao gồm những điều này trong COINTELPRO với biện minh là phong trào này đã bị những người cộng sản xâm nhập. Năm 1956, Hoover đã gửi một bức thư ngỏ đến T. R. M. Howard – một nhà lãnh đạo nhân quyền, bác sĩ phẫu thuật và doanh nhân ở Mississippi, người đã chỉ trích việc FBI không hành động trong việc giải quyết các vụ sát hạt George W. Lee, Emmett Till và những người Mỹ gốc Phi khác ở phía Nam Hoa Kỳ. Khi Hội nghị Lãnh đạo Cơ đốc giáo miền Nam (SCLC), một tổ chức nhân quyền người Mỹ gốc Phi được thành lập vào năm 1957; FBI đã bắt đầu theo dõi và nhắm mục tiêu vào tổ chức này gần như ngay lập tức khi đặc biệt tập trung vào Bayard Rustin, Stanley Levison và cuối cùng là Martin Luther King.

"Bức thư tuyệt mệnh" năm 1964 mà FBI đã gửi nặc danh cho Martin Luther King trong nỗ lực thuyết phục ông tự sát.

Sau cuộc tuần hành ở Washington vì Việc làm và Tự do vào năm 1963, Hoover đã đưa King trở thành mục tiêu chính của COINTELPRO. Dưới áp lực của Hoover yêu cầu tập trung vào King, Sullivan đã viết:
Qua bài phát biểu kích động quyền lực của King... Chúng ta phải chú ý đến anh ta ngay lập tức, điều mà trước đây chúng ta chưa từng làm, như là người da đen nguy hiểm nhất cho tương lai đất nước này từ quan điểm của chủ nghĩa cộng sản, người Mỹ da đen và an ninh quốc gia.

Ngay sau đó, FBI đã cho người theo dõi nhà King, các phòng khách sạn của ông một cách có hệ thông vì họ cho rằng King đang ngày càng phát triển trong tư cách một nhà lãnh đạo nổi bật nhất của phong trào dân quyền.
Vào giữa những năm 1960, King đã bắt đầu công khai chỉ trích FBI vì đã không quan tâm đúng mức đến vấn đề sử dụng khủng bố của những người theo chủ nghĩa da trắng thượng đẳng. Hoover đã đáp lại và gọi ông khai King là "kẻ nói dối khét tiếng" nhất nước Mỹ. Trong quyển hồi ký năm 1991 của mình, nhà báo Carl Rowan của The Washington Post đã khẳng định FBI ít nhất một lần gửi thư nặc danh cho King và yêu cầu ông ta tự sát. Nhà sử học Taylor Branch cũng đã ghi lại thông tin về một "gói hàng tự tử" ẩn danh do FBI gửi vào ngày 21 tháng 11 năm 1964, bên trong chứa bản ghi âm thu được thông qua việc nghe lén điện thoại của King cũng như các thiết bị nghe lén ở các phòng khách sạn khác nhau trong vòng hai năm qua, và nó được gửi hai ngày sau thông báo về việc King sẽ được trao giải Nobel hòa bình. Băng ghi âm này được chuẩn bị bởi kỹ thuật viên âm thanh John Matter của FBI, ghi lại một loạt hành vi bừa bãi tình dục của King cùng một lá thư cảnh báo anh: "Chỉ một cách duy nhất cho mày. Tốt nhất là mày nên nhận nó trước khi bản chất bẩn thỉu, dị thường và giả tạo của mày được tiết lộ trước toàn dân". King sau đó đã nhận thông báo về việc đoạn ghi âm sẽ được tung ra cho giới truyền thông nếu ông không đồng ý và tự sát trước khi nhận giải Nobel hòa bình. Khi King từ chối thực hiện hành vi đe dọa, Phó Giám đốc FBI Cartha D. DeLoach đã bắt đầu một chiến dịch truyền thông tung những đoạn ghi âm cho nhiều tổ chức tin tức khác nhau bao gồm Newsweek và Newsday. Thậm chí đến năm 1969, mặc dù đã được nhắc đến ở nhiều nơi khác, "[FBI] vẫn nỗ lực 'phơi bày' Martin Luther King mặc dù ông đã qua đời một năm. [Cục tình báo] đã cung cấp đạn dược cho những kẻ đối đầu, tạo điều kiện cho nhiều cuộc tấn công vào nơi tưởng niệm King, và... cố gắng ngăn chặn các nỗ lực tôn vinh nhà lãnh đạo đã bị ám sát".
Trong cùng khoảng thời gian đó, chiến dịch cũng đã nhắm mục tiêu vào Malcolm X. Trong khi phát ngôn viên của FBI đã bác bỏ việc FBI tham gia "trực tiếp" vụ sát hại Malcolm X vào năm 1965; tuy nhiên, có tài liệu đã cho rằng Cục Tình báo đã cố gắng "mở rộng chia rẽ" giữa Malcolm và Elijah Muhammad thông qua việc xâm nhập và "khơi màu những cuộc tranh luận gay gắt trong tổ chức", tung tin đồn và các chiến thuật khác nhằm tạo tranh cãi nội bộ, dẫn đến vụ ám sát Malcolm. FBI đã thâm nhập sâu vào hệ thống Tổ chức người Mỹ gốc Phi thống nhất của Malcolm trong những tháng cuối đời của anh. Quyển tiểu sử từng đoạt giải Pulitzer về Malcolm X của Manning Marable đã khẳng định những người có âm mưu ám sát Malcolm đều chưa bị bắt và không thể biết được toàn bộ mức độ liên quan của FBI đến cái chết của ông.
Giữa tình trạng bất ổn đô thị từ tháng 7 đến tháng 8 năm 1967, FBI đã bắt đầu chương trình "COINTELPRO–BLACK HATE" tập trung vào King và SCLC; ngoài ra còn có Ủy ban điều phối bất bạo động sinh viên (SNCC), Phong trào hành động cách mạng (RAM), Chấp hành đạo và công lý cho những người bảo vệ, Hội đồng bình đẳng chủng tộc (CORE) và Quốc gia Islam. BACK HATE đã thành lập Chương trình Thông tin Ghetto và chỉ thị 23 văn phòng FBI "làm gián đoạn, định hướng sai, phá hoại hoặc nói cách khác là vô hiệu hóa hoạt động của các tổ chức loại bài chủ nghĩa dân tộc da đen".
Một bản ghi chép vào tháng 3 năm 1968 đã ghi lại mục tiêu của chiến dịch là "ngăn chặn liên minh của các nhóm dân tộc chủ nghĩa da đen"; để "ngăn chặn sự trỗi dậy của một 'messiah', người có thể thống nhất... phong trào chủ nghĩa dân tộc của người da đen"; để "xác định những kẻ gây rối tiềm tàng và vô hiệu hóa trước khi chúng có khả năng bạo lực [chống lại chính quyền]"; để "ngăn chặn các nhóm chủ nghĩa dân tộc da đen và các nhà lãnh đạo giành được sự tôn trọng bằng cách làm giảm uy tín của họ đối với... cả cộng đồng có trách nhiệm và những người theo chủ nghĩa tự do có vết tích của sự đồng cảm"; và để "ngăn chặn sự phát triển lâu dài của các tổ chức chiến binh da đen, đặc biệt là trong giới trẻ". King được cho là người có tiềm năng trở thành nhân vật messiah, nếu ông từ bỏ chủ nghĩa bất bạo động và chủ nghĩa hội nhập, còn Kwame Ture được coi là sở hữu "sức hút cần thiết để trở thành mối đe dọa thực sự" vì ông được miêu tả là người tán thành tầm nhìn chiến binh hơn nhiều về "quyền lực Đen". Mặc dù FBI đặc biệt quan tâm đến nhà lãnh đạo và tổ chức hoạt động xã hội, nhưng họ không giới hạn phạm vi nhắm mục tiêu của mình vào những người đứng đầu tổ chức. Các cá nhân như nhà văn cũng được liệt kê một trong số các mục tiêu của chiến dịch.
Chiến dịch này đã diễn ra đồng thời với nỗ lực rộng lớn hơn của liên bang nhằm chuẩn bị các phản ứng quân đội đối với bạo loạn ở các khu đô thị và bắt đầu tăng cường hợp giữa FBI, Cơ quan Tình báo Trung ương (CIA), Cơ quan An ninh Quốc gia và Bộ Quốc phòng. CIA cũng đã khởi động dự án tình báo trong nước của riêng mình vào năm 1967 với tên gọi Chiến dịch CHAOS. Mục tiêu cụ thể hơn là Chiến dịch Nhân dân Nghèo, một nỗ lực cho King và SCLC thực hiện nhằm chiếm đóng Washington, D.C. đã bị FBI theo dõi và làm gián đoạn chiến dịch ở cấp độ quốc gia, đồng thời sử dụng nhiều chiến thuật bôi nhọ có mục tiêu tại địa phương nhằm làm suy yếu sự ủng hộ cho các cuộc tuần hành. Ngoài ra, Đảng Black Panther cũng là một tổ chức mục tiêu khác bị FBI tiêu diệt từ trong ra ngoài.
Nhìn chung, chiến dịch phản gián bao gồm việc chia rẽ và phá hoại Đảng Công nhân Xã hội chủ nghĩa (1961), Ku Klux Klan (1964), Quốc gia Islam, Đảng Black Panther (1967) và toàn bộ các phong trào chính trị – xã hội Cánh tả Mới, bao gồm các nhóm, cộng đồng phản chiến và tôn giáo (1968). Một cuộc điều tra sau đó của Ủy ban Church của Thượng Viện đã đưa ra tuyên bố "COINTELPRO bắt đầu vào năm 1956, một phần là do sự thất vọng với các phán quyết của Tòa án Tối cao hạn chế quyền lực của Chính phủ trong việc tiến hành công khai chống lại các nhóm bất đồng chính kiến". Các ủy ban chính thức của Quốc hội và một số vụ kiện đã kết luận, các hoạt động của COINTELPRO chống lại các nhóm cộng sản và xã hội chủ nghĩa đã vượt quá giới hạn theo luật định đối với hoạt động của FBI, đồng thời vi phạm các đảm bảo của hiến pháp về quyền tự do ngôn luận và lập hội.

### Phơi bày

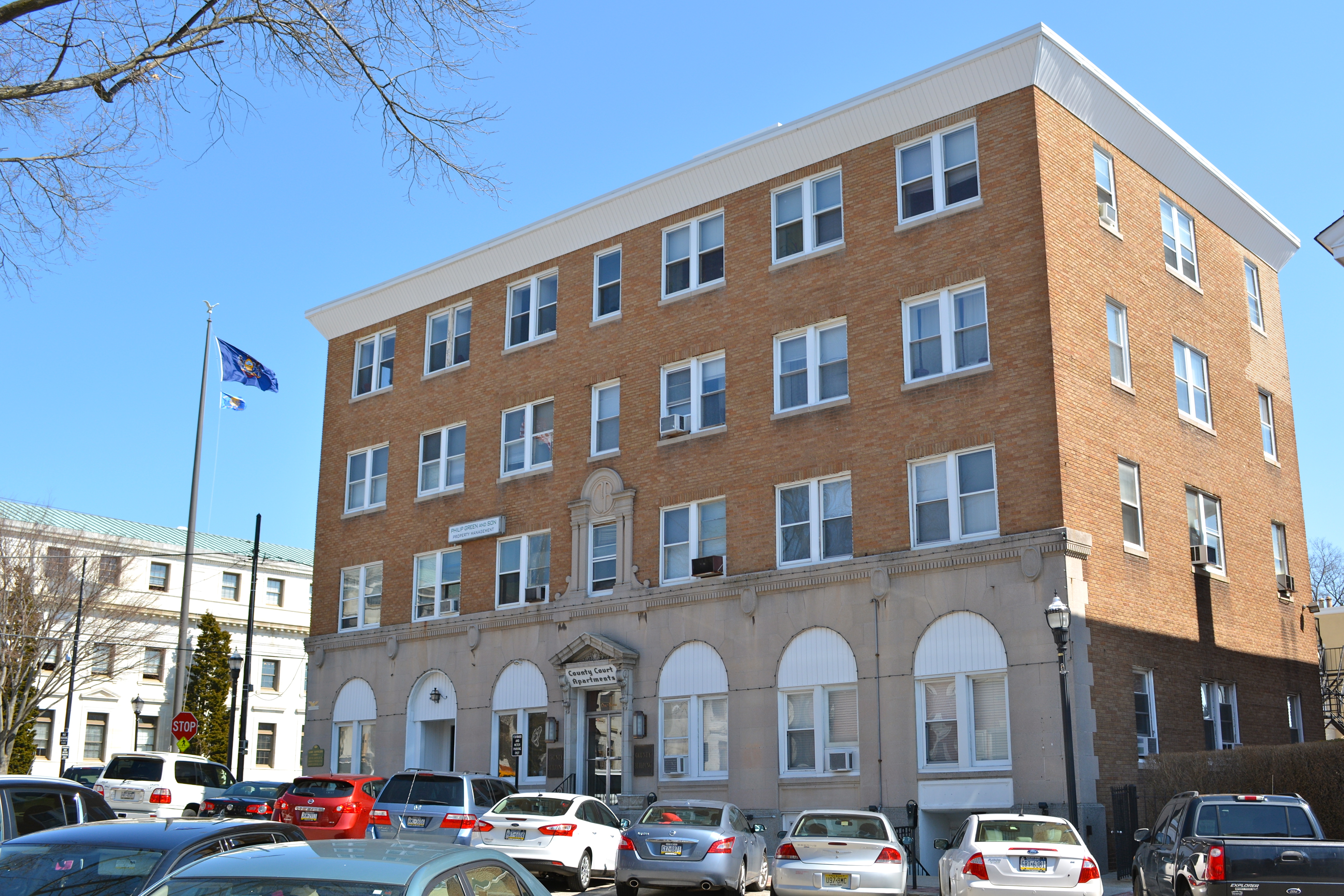
Tòa nhà bị Ủy ban Công dân Điều tra FBI đột nhập, tại Quảng trường Cựu chiến binh, Media, Pennsylvania.

Chiến dịch được giữ bí mật cho đến ngày 8 tháng 3 năm 1971, khi Ủy ban Công dân Điều tra FBI đột nhập vào một văn phòng hoạt động của FBI tại Media, Pennsylvania, lấy đi một số hồ sơ và tiết lộ chiến dịch bằng cách chuyển số tài liệu cho các hãng thông tấn. Trận đấu quyền Anh mà ngày nay được gọi là Trận đấu thế kỷ giữa Muhammad Ali và Joe Frazier vào tháng 3 năm 1971 đã trở thành vỏ bọc hoàn hảo cho các nhóm hoạt động thực hiện thành công vụ đánh cắp. Muhammad Ali đồng thời cũng là mục tiêu của Chiến dịch phản gián do ông đã tham gia vào Quốc gia Islam và các phong trào phản đối chiến tranh.
Nhiều tổ chức tin tức ban đầu đã từ chối công bố thông tin ngay lập tức, ngoại trừ The Washington Post. Sau khi xác nhận độ tin cậy của số tài liệu, tất cả đã được xuất bản ngay trên trang nhất (bất chấp các yêu cầu của Bộ trưởng Bộ tư pháp Hoa Kỳ), khiến cho nhiều tổ chức báo chí khác cũng làm theo. Trong năm đó, Giám đốc FBI J. Edgar Hoover đã tuyên bố sự tập trung của COINTELPRO đã kết thúc và tất cả hoạt động phản gián trong tương lai sẽ được xử lý từng trường hợp.
Các tài liệu bổ sung cũng đã được tiết lộ trong quá trình kiện tụng chống lại FBI từ phóng viên NBC Carl Stern, Đảng Công nhân Xã hội chủ nghĩa và một số tổ chức khác. Năm 1976, Ủy ban Thượng viện Mỹ nghiên cứu hoạt động chính phủ liên quan đến hoạt động tình báo, hay thường được biết đến là "Ủy ban Church" sau khi chủ tịch của tổ chức này là Thượng nghị sĩ Frank Church (Idaho) đã phát động một cuộc đại điều tra về FBI và COINTELPRO, nhiều tài liệu được phát hành đã được biên tập lại một phần hoặc toàn bộ.
Báo cáo cuối cùng của Ủy ban Church đã buộc tội hành vi của nhóm tình báo trong các hoạt động tại Hoa Kỳ (bao gồm cả COINTELPRO) với các điều khoản không chắc chắn:
Ủy ban nhận thấy rằng các hoạt động trong nước của cộng đồng tình báo đôi khi đã vi phạm các điều cấm cụ thể theo pháp luật và vi phạm hiến pháp của người Mỹ. Các câu hỏi pháp lý liên quan đến các chương trình tình báo thường không được xem xét. Trong những trường hợp khác, họ đã cố tình làm lơ vì cho rằng các chương trình này phục vụ "an ninh quốc gia" không cần quan tâm đến luật. Trong khi các sĩ quan tình báo đôi khi không tiết lộ cho cấp trên của họ các chiến dịch bất hợp pháp hoặc có vấn đề về tính hợp pháp, Ủy ban nhận thấy rằng những vi phạm nghĩa vụ nghiêm trọng nhất là của các quan chức cấp cao, những người chịu trách nhiệm kiểm soát các hoạt động tình báo và thường không đảm bảo tuân thủ pháp luật.
Nhiều chiến thuật được sử dụng là không thể chấp nhận được trong một xã hội dân chủ, ngay cả khi tất cả các mục tiêu đều tham gia vào hoạt động bạo lực, nhưng COINTELPRO đã vượt xa điều đó... Cục đã tiến hành một hoạt động cảnh giác tinh vi nhằm ngăn chặn việc thực hiện Tu chính án thứ nhất quyền ngôn luận và lập hội, dựa trên lý thuyết rằng việc ngăn chặn sự phát triển của các nhóm nguy hiểm và truyền bá những tư tưởng nguy hiểm sẽ bảo vệ an ninh quốc gia và ngăn chặn bạo lực.

Ủy ban Church đã ghi chép lại lịch sử của Cục điều tra Liên bang (FBI) (ban đầu được gọi là BOI cho đến năm 1936) về việc thực hiện chính sách đàn áp chính trị từ thời Chiến tranh thế giới thứ nhất và trong những năm 1920, khi các điều tra viên được giao nhiệm vụ bắt giữ "những người theo chủ nghĩa vô chính phủ, cộng sản, xã hội chủ nghĩa, cải cách và cách mạng" nhằm trục xuất họ. Từ năm 1936 đến năm 1976, hoạt động nội địa của FBI được tăng cường chống lại các nhóm chính trị và phản đối chiến tranh.

## Mục đích dự kiến
Mục đích dự kiến của chiến dịch phản gián cầm đầu bởi FBI là nhằm "vạch trần, đập vỡ, định hướng sai hoặc vô hiệu hóa" các nhóm mà quan chức FBI tin rằng "có tính chất lật đổ" bằng cách chỉ thị cho các đặc vụ của FBI tại hiện trường:
1. Tạo hình ảnh tiêu cực trước công chúng cho các tổ chức mục tiêu.
2. Làm phá vỡ tổ chức bằng cách tạo xung đột nội bộ.
3. Tạo sự bất đồng giữa các tổ chức.
4. Hạn chế quyền truy cập vào các tài nguyên công cộng.
5. Hạn chế khả năng tổ chức biểu tình.
6. Hạn chế khả năng tham gia hoạt động tổ chức của các cá nhân.

### Tư liệu
- Hersh, Burton (2007). Bobby and J. Edgar: The Historic Face-Off Between the Kennedys and J. Edgar Hoover That Transformed America. Basic Books. ISBN 978-0-7867-1982-2. OCLC 493616276.
- McKnight, Gerald (1998). The Last Crusade: Martin Luther King, Jr., the FBI, and the Poor People's Campaign. Boulder, CO: Westview Press. ISBN 978-0-8133-3384-7. OCLC 925217314.
- Weiner, Tim (2012). Enemies: A History of the FBI (ấn bản thứ 1). New York: Random House. ISBN 978-1-4000-6748-0. OCLC 1001918388.

## Thư viện

### Sách tham khảo
- Blackstock, Nelson (1988). Cointelpro: The FBI's Secret War on Political Freedom. Pathfinder Press. ISBN 978-0-87348-877-8.
- Carson, Clayborne; Gallen, David, biên tập (1991). Malcolm X: The FBI File. Carroll & Graf Publishers. ISBN 978-0-88184-758-1.
- Churchill, Ward; Vander Wall, Jim (2002) [1988]. Agents of Repression: The FBI's Secret Wars Against The Black Panther Party and The American Indian Movement. South End Press. ISBN 978-0-89608-646-3.
- Churchill, Ward; Vander Wall, Jim (2002) [1990]. The COINTELPRO Papers: Documents from the FBI's Secret Wars Against Dissent in the United States. South End Press. ISBN 978-0-89608-648-7.
- Cunningham, David (2004). There's Something Happening Here: The New Left, The Klan, and FBI Counterintelligence. University of California Press. ISBN 978-0-520-23997-5.
- Davis, James Kirkpatrick (1997). Assault on the Left. Praeger Trade. ISBN 978-0-275-95455-0.
- Garrow, David (2006). The FBI and Martin Luther King, Jr. (Revised ed.). Yale University Press. ISBN 978-0-300-08731-4.
- Glick, Brian (1989). War at Home: Covert Action Against U.S. Activists and What We Can Do About It. South End Press. ISBN 978-0-89608-349-3.
- Medsger, Betty (2014). The Burglary: The Discovery of J. Edgar Hoover's Secret FBI. Vintage. ISBN 978-0804173667.
- Halperin, Morton; Berman, Jerry; Borosage, Robert; Marwick, Christine (1976). The Lawless State: The Crimes Of The U.S. Intelligence Agencies. ISBN 978-0-14-004386-0.
- Olsen, Jack (2000). Last Man Standing: The Tragedy and Triumph of Geronimo Pratt. Doubleday. ISBN 978-0-385-49367-3.
- Perkus, Cathy (1976). Cointelpro. Vintage.
- Theoharis, Athan, Spying on Americans: Political Surveillance from Hoover to the Huston Plan (Temple University Press, 1978).

### Điều khoản
- Drabble, John. "The FBI, COINTELPRO-WHITE HATE and the Decline of Ku Klux Klan Organizations in Mississippi, 1964–1971", Journal of Mississippi History, 66:4, (Winter 2004).
- Drabble, John. "The FBI, COINTELPRO-WHITE HATE and the Decline Ku Klux Klan Organizations in Alabama, 1964–1971", Alabama Review, 61:1, (January 2008): 3–47.
- Drabble, John. "To Preserve the Domestic Tranquility:" The FBI, COINTELPRO-WHITE HATE, and Political Discourse, 1964–1971", Journal of American Studies, 38:3, (August 2004): 297–328.
- Drabble, John. "From White Supremacy to White Power: The FBI's COINTELPRO-WHITE HATE Operation and the 'Nazification' of the Ku Klux Klan in the 1970s," American Studies, 48:3 (Fall 2007): 49–74.
- Drabble, John. "Fighting Black Power-New Left coalitions: Covert FBI media campaigns and American cultural discourse, 1967–1971," European Journal of American Culture, 27:2, (2008): 65–91.
- Wolfe-Rocca, Ursula. "Why We Should Teach About the FBI's War on the Civil Rights Movement," Zinn Education Project, (2016).

### Khác
- Wolfe-Rocca, Ursula. "COINTELPRO: Teaching the FBI's War on the Black Freedom Movement," Zinn Education Project.